# 兵庫県市町競輪事務組合
兵庫県市町競輪事務組合（ひょうごけんしちょうけいりんじむくみあい）は、1973年（昭和48年）から2003年（平成15年）まで存在した競輪の一部事務組合。西宮競輪場、甲子園競輪場の主催者であった。

## 概要
1973年（昭和48年）、兵庫県内に複数存在していた競輪施行者を一元化するべく、西宮市、姫路市、尼崎市、明石市、洲本市、伊丹市、相生市、豊岡市、加古川市、龍野市、赤穂市、西脇市、宝塚市、三木市、高砂市、川西市、小野市、三田市、加西市、三原郡三原町（現在の南あわじ市の一部）の19市1町により構成され結成。ロゴマークのデザインは、車輪を半分にしたものを左右それぞれ反転させたものを「－（横棒）」で繋げて「H」のように見せていたものであった。
ピーク時となる1991年度（平成3年度）には、約777億円の売り上げを計上。また、構成していた29年間で約1兆8360億円の累積売り上げを計上し、うち、管理者である西宮市には約328億円が配分された。また、1997年度（平成9年度）までは黒字を計上していた。
しかし、黒字転換を図るべく、1999年（平成11年）に甲子園競輪場でオールスター競輪を開催したものの、同年度全体では約2億円の単年度赤字に終わるという結果となった。その後、関西学院大学教授の林宜嗣らに今後の見通しを試算してもらったところ、2001年度（平成13年度）に8億9千万円、2005年度（平成17年度）に18億円にまで累積赤字が膨らむという結論に達し、また、2005年度（平成17年度）の段階で、財政調整基金（剰余金）が枯渇する見通しにも言及したことから、2000年度（平成12年度）途中時点で、上記自治体の多数が競輪事業撤退に賛成するという事態となった。
その後、西宮、甲子園ともに競輪場の施設使用料を25%減額することで阪急電鉄（西宮競輪場）、甲子園土地企業（甲子園競輪場）の両競輪場所有者と合意し、また、場内従事者を2000年度（平成12年度）終了時点で一旦全員解雇の上、従前の半額の賃金で再雇用するといった施策を行った。さらには最悪の場合、甲子園競輪場だけを存続させるといった案まで出されたが、結局、甲子園だけ存続としたところで赤字の解消には繋がらないとして、2001年（平成13年）11月、当組合の管理者である西宮市長の山田知（当時）は同年度限りで、西宮、甲子園の両競輪場を廃止することを表明した。
その後、施設保有者である阪急電鉄、甲子園土地企業、さらには日本競輪選手会などが、廃止の決定が唐突すぎるとして相次いで当組合に対して訴訟を起こしたものの、いずれも原告側の訴えは第二審までに却下されたため、当組合の全面勝訴となった。
最終的に、当組合は2003年（平成15年）3月31日をもって解散した。